# Büderich (Werl)

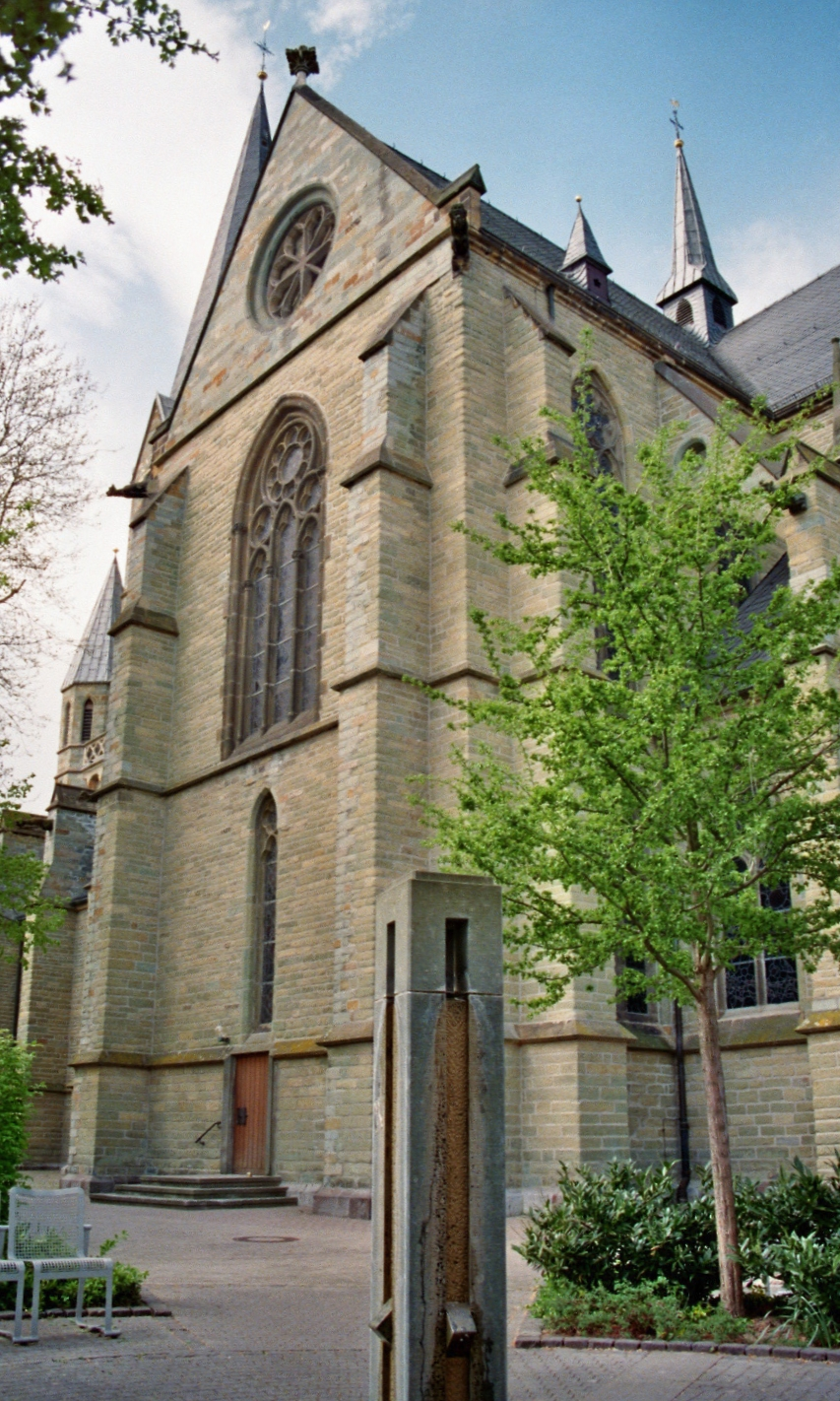
St. Kunibert

Büderich ist ein Ortsteil der Stadt Werl im Kreis Soest, Nordrhein-Westfalen. Büderich hat etwa 3000 Einwohner und ist somit nach der Kernstadt der größte Werler Ortsteil. Prägend für das Ortsbild sind Grünsandsteinmauern. Das markanteste Gebäude im Ort ist die St.-Kunibert-Kirche.

## Geschichte
Urkundlich erstmals erwähnt wurde der Ort in den Corveyer Überlieferungen. Ein Kleriker mit dem Namen Wala hatte Mitte des neunten Jahrhunderts seinen Besitz in Büderich (damals noch Bodriki) an das Kloster Corvey abgetreten.

### Mittelalter
Seit 1175 ist das ritterbürtige Adelsgeschlecht derer von Büderich belegt. Bekannter Angehöriger war Lubbert von Büderich, Abt des Zisterzienserklosters Marienfeld von 1294 bis 1321. Als zum Besitz des Klosters Corvey gehörig, wurde 1184 eine dem Hl. Vitus geweihte Kapelle auf dem Mönninghofe erbaut. Ein Gervasius de Bodrike zog 1217 mit dem Grafen Gottfried von Arnsberg in das Heilige Land. Weitere Grundherren neben den von Bodrike waren die von Borbenink, von Fürstenberg, von Hake, von Berstrate, von Korte, von Kalff, von Prins, von Romberg, von der Recke, von Plettenberg, von Pentling und von Wiedenbrück. Außer Kloster Corvey hatten auch Kloster Oelinghausen und Kloster Welver in und bei Büderich Grundbesitz. Während der Soester Fehde wurden von den Soestern der Zollturm und mehrere Kotten zerstört. 1482 verübten die Werler große Gewalttätigkeiten in Büderich.
Ein dem Stift Kunibert in Köln gehörender Berdinghof in Büderich war von 1250 bis 1300 an die Ritterfamilie von Berding verliehen.
Der Weckebrodthof, ein altes Corveysches Lehen in Büderich, wurde 1370 urkundlich erwähnt.

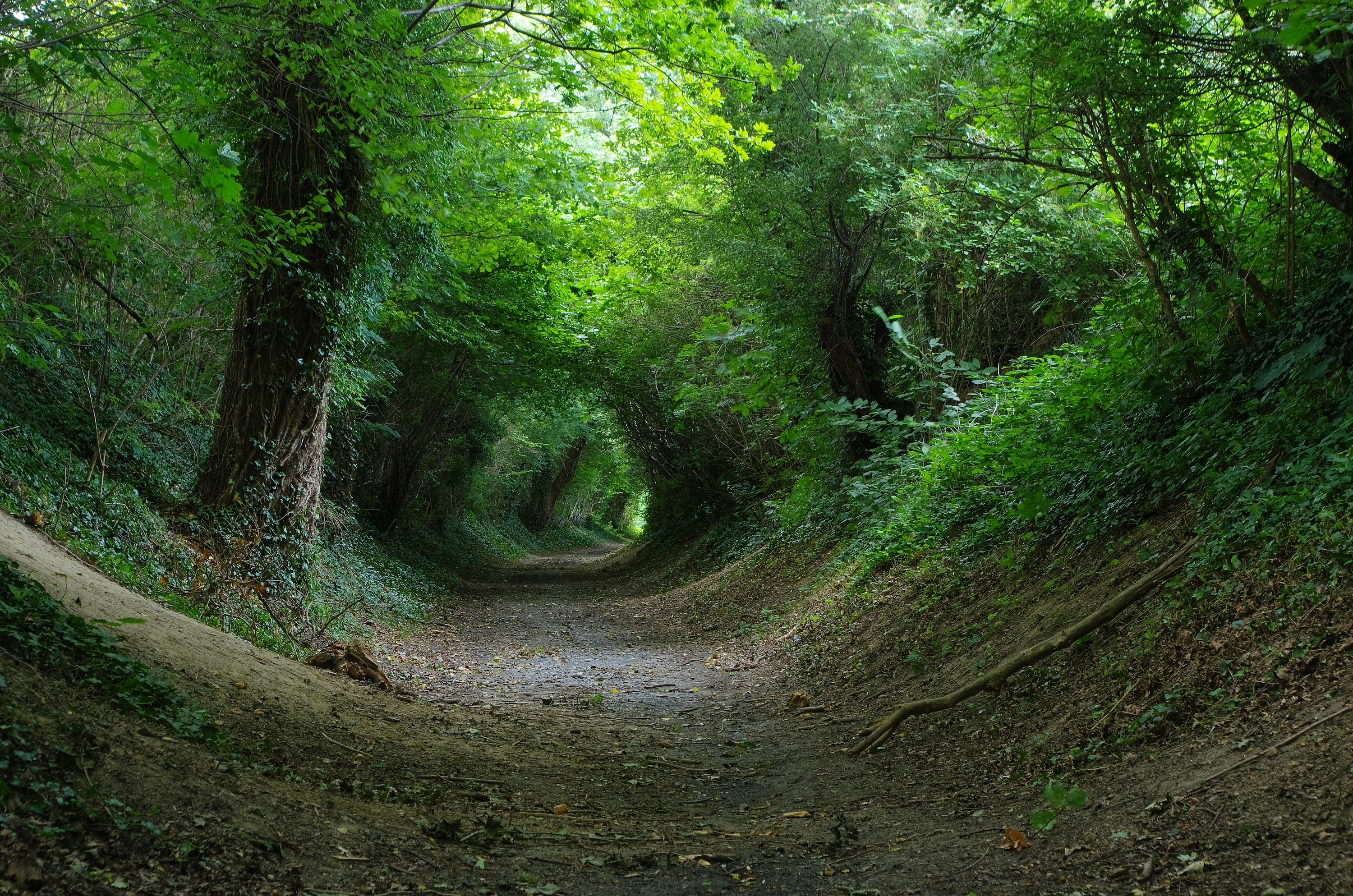
Hohlweg an der Schanze

Durch seine Lage an der alten Heerstraße war der Ort Zollstätte für die Erzbischöfe von Köln. Auf dem Schanzenhügel stand im Mittelalter ein Zollhaus. Die Zollhausbesatzung erhob Zölle von Reisenden und Händlern, die die Grenze zwischen der Grafschaft Mark und Kurköln passierten. Das Zollhaus war Teil der Landwehr von Kurköln. Die Landwehr zog sich in Form von Hohlwegen in Richtung Süden nach Schaffhausen, in Richtung Norden zum Haus Borg. Der Schanzenhügel, der aus den Trümmern des Zollhauses besteht, ist von einem Heiligenhäuschen gekrönt. Das in diesem Bildstock befindliche Kreuz war Teil der Kreuzigungsgruppe in der 1863 abgerissenen Kirche.

### Neuzeit
Die Gemeinde Büderich (Westf.) entstand am 1. Januar 1964 durch den Zusammenschluss der Gemeinden Ostbüderich und Westbüderich. Am 1. Juli 1969 wurde der Ort durch das Soest/Beckum-Gesetz nach Werl eingemeindet.

## Bauwerke
Ein ortsbildprägendes Gebäude ist die unter Denkmalschutz stehende Kirche St. Kunibert.

## Bekannte in Büderich geborene Persönlichkeiten
- Eckhard Uhlenberg (* 1948), von Juni 2005 bis Juli 2010 Minister für Umwelt und Naturschutz, Landwirtschaft und Verbraucherschutz in Nordrhein-Westfalen, von Juli 2010 bis Mai 2012 Präsident des 15. Landtages von Nordrhein-Westfalen und bis Mai 2017 1. Vizepräsident des Landtages.
- Fritz Tönnies, ehemaliger Ortsvorsteher, gen. der Löwe von Büderich – Nach ihm wurde der Fritz-Tönnies-Weg benannt.
- Friedrich Hüttemann (1875–1945), einer der Hauptautoren des Liederbuches Sursum Corda
- Adelgunde Mertensacker (1940–2013), deutsche Politikerin, ehem. Vorsitzende der  Christlichen Mitte

## Wirtschaft
Am Ortsrand ist ein Industrie- und Gewerbegebiet angesiedelt.
Der größte Arbeitgeber ist das Möbelhaus Turflon am Prozessionsweg. Es gehört zu den fünfzehn größten Möbelhäusern in Deutschland mit einer Handelsfläche von 48.300 m².

## Schulen
Im Ort befindet sich die katholische Marien-Grundschule.